# Викиозначавање
Викиозначавање (енгл. Wiki markup) или викитекст (енгл. Wiki text) је једноставан језик за означавање који се користи за писање вики веб-сајта, као што је Википедија, и поједностављена је алтернатива HTML-у. Главна сврха му је да буде конвертован у HTML преко викисофтвера.
Не постоји широко прихваћен стандард викитекста; граматика, структура, кључне речи зависе од конкретног викисофтвера који се користи на конкретном веб-сајту. На пример, сви језици за означавање имају једноставан начин прављења хипервеза, али постоји неколико различитих синтакси за остваривање тога. Многи старији викији су за прављење хипервеза користили CamelCase за означавање речи које треба да буду хипервеза. У Медијавикију ово је замењено са угластим заградама […] које Википедија назива „слободни линкови”.